# Мезечат
Мезечат (мађ. Mezőcsát) град је у Мађарској. Мезечат је град у оквиру жупаније Боршод-Абауј-Земплен.
Мезечат је имао 6.594 становника према подацима из 2001. године.

## Географија
Град Мезечат се налази у североисточном делу Мађарске. Од престонице Будимпеште град је удаљен око 160 километара источно. Град се налази у североисточном делу Панонске низије, близу десне обале реке Тисе. Надморска висина града је око 90 m.

## Партнерски градови
- Worbis